# Eusandalum hubbardii
Eusandalum hubbardii är en stekelart som först beskrevs av William Harris Ashmead 1896.  Eusandalum hubbardii ingår i släktet Eusandalum och familjen hoppglanssteklar. Inga underarter finns listade i Catalogue of Life.